# Fairport Convention
Fairport Convention är en brittisk folkrockgrupp, bildad 1967 i Muswell Hill-området i London. Namnet fick man från det hus där man repeterade, The Fairport Lodge. De ursprungliga medlemmarna var bland annat Simon Nicol, Ashley Hutchings och Richard Thompson.

## Historik
Inför andra albumet, What We Did on Our Holidays, anslöt sångaren Sandy Denny. Med det fjärde albumet Liege & Lief skapade man det som anses vara utgångspunkten för brittisk folkrock, engelsk folkmusik framförd med elektriska instrument. Förutom de fyra tidigare nämnda medverkade även trumslagaren Dave Mattacks och fiolspelaren Dave Swarbrick på skivan. Efter Liege & Lief lämnade Denny och Hutchings gruppen, den senare för att starta Steeleye Span.
Fairport Convention har splittrats flera gånger, senast 1979. Sedan genomförde man under sex års tid enbart årliga återföreningskonserter. 1985 återbildades gruppen för albumet Glady's Leap. Sedan dessa har man turnerat regelbundet och givit ut nya album.
Fairport Convention driver också sedan början av 1980-talet en egen musikfestival i byn Cropredy, utanför Banbury i Oxfordshire i England. Varje år samlas runt 20 000 människor där andra helgen i augusti för tre dagars musik.

## Medlemmar
Nuvarande medlemmar
- Simon Nicol – gitarr, sång (1967–1971, 1976–1979, 1985–)
- Dave Pegg – basgitarr, mandolin, bakgrundssång (1969–1979, 1985–)
- Ric Sanders – fiol, keyboard (1985–)
- Chris Leslie – fiol, mandolin, bouzouki, sång (1996–)
- Gerry Conway – trummor, percussion (1998–)

Tidigare medlemmar
- Richard Thompson – gitarr, sång (1967–1971)
- Ashley Hutchings – basgitarr (1967–1969)
- Shaun Frater – trummor (1967)
- Martin Lamble – trummor (1967–1969; död 1969)
- Judy Dyble – sång, autoharpa, piano, blockflöjt (1967–1968)
- Iain Matthews – sång (1967–1969)
- Sandy Denny – sång, gitarr, piano (1968–1969, 1974–1975; död 1978)
- Dave Swarbrick – fiol, mandolin, sång (1969–1979; död 2016)
- Dave Mattacks – trummor, keyboard, basgitarr (1969–1972, 1973–1975, 1985–1997)
- Roger Hill – gitarr, sång (1971–1972; död 2011)
- Tom Farnell – trummor (1972)
- David Rea – gitarr (1972; död 2011)
- Trevor Lucas – gitarr, sång (1972–1975; död 1989)
- Jerry Donahue – gitarr (1972–1975)
- Paul Warren – trummor (1975)
- Bruce Rowland – trummor (1975–1979; död 2015)
- Dan Ar Braz – gitarr (1976)
- Bob Brady – piano (1976)
- Roger Burridge – mandolin, fiol (1976)
- Maartin Allcock – gitarr, mandolin, keyboard, sång (1985–1996; död 2018)

## Diskografi (i urval)
Album
- Fairport Convention 1st (1968)
- What We Did on Our Holidays (1969)
- Unhalfbricking (1969)
- Liege & Lief (1969)
- Full House (1970)
- Angel Delight (1971)
- Babbacombe Lee (1971)
- Rosie (1972)
- Nine (9) (1973)
- Rising for the Moon (1975)
- Gottle O'Geer (1976)
- Tippler's Tales (1978)
- Farewell, Farewell (1979)
- Glady's Leap (1985)
- Expletive Delighted (1986)
- Red and Gold (1988)
- The Five Seasons (1990)
- Jewel in the Crown (1995)
- Who Knows Where the Time Goes (1997)
- The Wood and the Wire (1999)
- Live at the BBC (1999)
- XXXV (2002)
- Over the Next Hill (2004)
- Sense of Occasion (2007)

Samt ett stort antal livealbum och konserter utgivna i DVD-format.